# 岡本正巳
岡本 正巳（おかもと まさみ、1953年12月15日 - ）は、日本の俳優である。東京都出身。身長は166cm。文学座所属。

## 出演作品

### 舞台
1981年
- 初舞台『肥前風土記』(文学座本公演)国立劇場

1982年
- 『ル・トルアデック教授の華麗なる黄昏』（アトリエ）

1984年
- 『ジェルソミーナ』(本公演)パルコ西武劇場

1985年
- 『芝居』(本公演)三越劇場

1986年
- 『怪談　牡丹燈籠』(本公演)三越劇場

1987年
- 『THE MERCHANT-商人-』(アトリエ)
- 『ふりだした雪』(本公演)三越劇場

1989年
- 『宵庚申思いの短夜』(本公演)三越劇場

1991年
- 『ふるあめりかに袖はぬらさじ』(本公演)サンシャイン劇場
- 『流れる』(東宝)芸術座
- 『好色一代男』(本公演)

1992年
- 『恋ぶみ屋一葉』(松竹)新橋演舞場

1993年
- 『晩菊』(東宝)芸術座

1994年
- 『恋ぶみ屋一葉』(松竹)新橋演舞場

1995年
- 『THE BOYS-ストーンヘンジアパートの隣人たち-』(アトリエ)

1996年
- 『華岡青洲の妻』(本公演)サンシャイン劇場

1998年
- 『怪談 牡丹燈籠』(本公演)三越劇場

1999年
- 『ふるあめりかに袖はぬらさじ』(本公演)三越劇場

2001年
- 『真田風雲録』(岡部企画)紀伊國屋サザンシアター
- 『天使が微笑んだ男　森永太一郎伝』(岡部企画)紀伊國屋サザンシアター

2002年
- 『大寺學校』(本公演)アトリエ
- 『一心二河白道（清玄桜姫）』ルネッサながと
- 『輝く午後の光に-メノポーズ物語Vol.2』カメリアプラザ

2003年
- 『リチャード三世』(本公演)世田谷パブリックシアター
- 『亀、もしくは…。』(TPS＋文学座)笹塚スタジオ

2004年
- 『津国女王池』(巣林舎)紀伊國屋ホール
- 『スーザン』(ハーフムーンシアター)「劇」小劇場

2005年
- 『毒の香り』(本公演)紀伊國屋サザンシアター

2006年
- 『オトコとおとこ』(アトリエ)
- 『出世景清』(巣林舎)紀伊國屋ホール

2007年
- 『怪談 牡丹燈籠』(松竹）地方公演
- 『佐々木先陣』(巣林舎)紀伊國屋ホール

2008年
- 『ふたり静胎内さぐり』(巣林舎)紀伊國屋ホール

2009年
- 『犀』(アトリエ）
- 『平家女護島』（巣林舎）紀伊國屋ホール
- 『崩れたバランス』（アトリエ）

2011年
- 『品川女郎女大学』北品川本通り商店街「楽間」
- 『義経土蔵相模』北品川本通り商店街「楽間」
- 『品川湊夫婦心中‐＜津国女夫池より＞』北品川本通り商店街「楽間」
- 『びんぼうがみ、三年目、あらしのよるに』サワディー道玄坂

2012年
- 『品川出世恋の景清』北品川本通り商店街「楽間」

### 映画
- 午後の遺言状
- 8.1
- 不食の時代 〜愛と慈悲の少食〜

### テレビドラマ
- 新・警視庁捜査一課9係
- 遺留捜査

### CM
- スタッフサービス「ゆずり合い」
- 中央酪農会議「牛乳に相談だ。」